# ニジハギ
ニジハギ （虹剥、学名：Acanthurus lineatus、英名：Lined surgeonfish）は、スズキ目ニザダイ亜目ニザダイ科に属する魚。沖縄県ではジングスクーと呼ぶ
。

## 分布
ピトケアン諸島以東の太平洋からインド洋に広く分布する。日本では南日本の太平洋沿岸、伊豆諸島、小笠原諸島、琉球列島に生息する。

## 形態
体長は30cm程度。大きい個体で38cm程になる。体側に数本の青・黄のラインが入るのが特徴である。その色合いから「ニジハギ」と呼ばれる。他のニザダイの仲間と同じく尾柄に鋭いとげがあるので、素手で触れると怪我をすることがある。

## 生態
水深15m以上のサンゴ礁外縁、波の強い浅場に群れを作って棲む。幼魚は浅いサンゴ礁や潮溜まりに単独で生息する。草食性で、岩についた藻類をつついて食べる。

## 利用
食材として利用されることは少なく、観賞魚として人気がある。